# رورباخ-له-بیچ
رورباخ-له-بیچ (به فرانسوی: Rohrbach-lès-Bitche) یک کمون در فرانسه است که در Canton of Rohrbach-lès-Bitche واقع شده‌است.

## خصوصیات
رورباخ-له-بیچ ۱۳٫۲۸ کیلومترمربع مساحت و ۲٬۱۱۵ نفر جمعیت دارد و ۳۰۶ متر بالاتر از سطح دریا واقع شده‌است.